# Abe Frajndlich
Abe Frajndlich (* 28. Mai 1946 in Zeilsheim, Stadtteil von Frankfurt am Main, als Abraham Samuel Frajndlich) ist ein US-amerikanischer Fotograf, der in New York City lebt und arbeitet. Bekannt wurde er international insbesondere als Prominenten-Porträtist, unter anderem der bedeutenden Fotografenkollegen. Mit der Beschreibung, er habe „nicht unmaßgeblich über fast anderthalb Jahrzehnte auch die Bildsprache des Magazins dieser Zeitung geprägt“, bezeichnete ihn die Frankfurter Allgemeine Zeitung im Jahr 2003 als stilprägend.

## Leben und Schaffen
In einem Lager für Displaced Persons in Frankfurt-Zeilsheim geboren und als Staatenloser eingestuft, zog Frajndlich schon als Kind häufig um: von Frankfurt nach Tel Aviv und zurück nach Frankfurt, dann nach Paris und über Brasilien schließlich in die USA. Seit 1983 ist er fest in New York City ansässig. Seine Ausbildung als Fotograf absolvierte er von 1970 bis 1976 bei Minor White, Department of Photography in Arlington Heights, Massachusetts und bei Nathan Lyons, Visual Studies Workshop in Rochester, New York.
Als Fotograf und Reporter arbeitete Frajndlich u. a. für das Magazin der Frankfurter Allgemeinen Zeitung, Life, den Spiegel, den London Observer und das New York Times Magazine. Neben den journalistischen Auftragsarbeiten brachte er es vor allem auf den Feldern Porträt- und Aktfotografie zu internationaler Beachtung. Als renommierter Kunstfotograf leitete er mehrfach (1997, 1999) Workshops für den Fotografen-Nachwuchs im Fotografie Forum Frankfurt.
Die Solo-Ausstellung Porträts im Jüdischen Museum in Frankfurt am Main im August 2003 zeigte in rund hundert Aufnahmen in Retrospektive die Arbeit von mehr als dreißig Jahren. Sein Buch Penelopes hungriger Blick. Portraits von Photographen wurde in zahlreichen überregionalen Medien rezensiert.
In seinem 2020 erschienenem Fotoband New York City. Just like I pictured it porträtiert Frajndlich seit Mitte der 80er Jahre mit Schwarz-Weiß-Aufnahmen die Stadt New York und ihre Bewohner. Seine Fotos zeigen wenige Sehenswürdigkeiten, viele zufällige Straßenszenen, die jedoch gestaltet wurden. Zu seinen Themenschwerpunkten zählen Architektur als grafische Anordnung, Porträts von Freaks und komische Momente der Stadtbewohner von New York.

## Bücher
- Penelopes hungriger Blick : Portraits von Photographen. Schirmer und Mosel, München 2011, ISBN 978-3-8296-0527-4.
- Portraits. Prestel Verlag, München; London; New York 2000, ISBN 3-7913-2406-3.
- Jordan Mejias: Jordan Mejias Amerika : ein Porträt in Porträts / mit Fotografien von Abe Frajndlich. Suhrkamp, Frankfurt/Main 2000, ISBN 3-518-39650-1.
- Eros eterna. Umschau und Braus, Heidelberg 1999, ISBN 3-8295-6808-8.
- New York City. Just like I pictured it. München 2020, ISBN 978-3-7774-3468-1.
- Seventy Five at Seventy Five. Hirmer Verlag, München 2022, ISBN 978-3-7774-3952-5.

## Einzelausstellungen (Auswahl)
- 2012 NordLightFestival Retrospective Exhibition, Kristiansund, Norway
- 2009 Nathalia Laue | Galerie & Edition, Frankfurt am Main
- 2008 A Portrait of Minor White, Howard Greenberg Gallery, New York
- 2007 Faszination Körper, in focus Galerie, Köln (gemeinsam mit Alvin Booth)[11]
- 2003 Portraits, Jüdisches Museum Frankfurt
- 2002 Butler Institute of American Art, Youngstown, Ohio, USA
- 2000 GSI Gallery, Cleveland, Ohio, USA
- 1999 Fotografie Forum international, Frankfurt am Main
- 1998 in focus Galerie, Köln
- 1997 Fotogalerie Kulturamt Friedrichshain, Berlin
- 1994 Leica Gallery, New York City
- 1993 University of Delaware Museum of Art
- 1990 Museum Ludwig, Köln

## Gruppenausstellungen (Auswahl)
- 2006 Fotografie Forum Frankfurt: Winterwonderland[12]
- 2002 Kamera- und Fotomuseum Leipzig : Die Ästhetik der Lüste III. verschiedene Positionen der zeitgenössischen erotischen Fotografie, Ausstellung vom 28. September 2002 bis zum 19. Januar 2003[6]
- 2019: HOLLYWOOD ICONS – Fotografien aus der John Kobal Foundation. Greta Garbo, Humphrey Bogart, Alfred Hitchcock & Co. in der Ludwig Galerie Schloss Oberhausen